# إبهام البندا (كتاب)
مجلّد إبهام البندا هو مزيد من التأملات في التاريخ الطبيعي مجموعةٌ في 31 مقالة كتبها ستيفن جاي غولد عالم الأحياء القديمة في جامعة هارفارد.
اقتطفت مقالات المجلّد من العمود الشهري «منظور الحياة» (The View of Life) في دورية التاريخ الطبيعي، والذي ساهم غولد في كتابته على مدى 27 عامًا. تتواتر مواضيعُ التطوّر ومذهبه وسير العلوم والاحتمالات وغرائب الطبيعة في مقالات غولد.
يقول إيان تاترسون أحد كتّاب دورية التاريخ الطبيعي: «إنّ ستيفن جاي غولد غنيّ عن التعريف بالنسبة لقرّاء دورية التاريخ الطبيعي. من خلال عموده منظور الحياة الذي كان ركيزةً للدورية، بدأ في يناير 1974 بأولى مقالاته تحت عنوان «حجم وشكل» وانتهاءً بمقاله الأخير تحت عنوان «لقد هبطت» في ديسمبر 2000/يناير 2001.»
يبرز المقال المحوري للمجلّد (لعام 1978 والذي عُنوِن في الأصل «إبهام البندا الغريب») المتناقضة التي تكمُن في أن ضعف التصميم هي حجّة أفضل للتطور من التصميم الجيد كما تجلّى من تشريح «إبهام البندا» والذي لا يعني إبهام إصبع البندا على الإطلاق، وإنّما الاستطالة السمسمانية الكعبرية.
وهي إحدى مقالات غولد الأكثر شهرةً، أتى بفكرتها من خلال زيارته لحديقة الحيوانات الوطنية في العاصمة واشنطن بعد فترة قصيرة من تقديم الصين دببة البندا كهدية عقب زيارة الرئيس نيكسون. لاحظ غولد أنها كانت تقشّر سوق الخيزران (لتصل إلى براعمها، الجزء الوحيد منها الذي تتناوله) بواسطة إبهام معترض. لم يكن يعلم أن أيًّا من فصيلة الحيوانات اللاحمة امتلكت مثل هذا الإبهام، أمعن غولد النظر، وعدّ الأصابع بما فيها «الإبهام» فوجدها ستة. كانت هذه أُحجيةً أخرى، إذ عُرِفَ أن معظم الفقاريات لديها عدد أصابع أقل من ستة لكل طرف، لم يمتلك إياها أكثر. فذهب إلى المكتبة ووجد الأفرودة الكلاسيكية عن البندا تحت عنوان «البندا العملاق: دراسة مورفولوجية عن آلية تطوره» لكاتبها د. د. دافيس عام 1964، حيث كتب دافيس عن هذا الأمر برمًته فقال أن هذا الإبهام ليس إلا عظم سمسماني متضخّم، تتلاعب العضلات والأوتار به بحيث يقدّم وظيفة مختلفة عند أنماط أخرى من الدببة.
تتضمّن المواضيع التابعة للمقالات الأخرى عقل الإناث، وخدعة إنسان بلتداون، ومتلازمة داون، والعلاقة بين الديناصورات والطيور.
حاز مجلّد إبهام البندا على جائزة الكتاب الوطنية بالعلوم في الولايات المتحدّة الأمريكية عام 1981.